# Rudolf Serkin
Pour les articles homonymes, voir Serkin.
Rudolf Serkin est un pianiste autrichien, naturalisé américain, né à Eger, en Royaume de Bohême, le 28 mars 1903, mort à Guilford, dans le Vermont (États-Unis), le 8 mai 1991.

## Biographie
Rudolf Serkin est le cinquième d'une famille de huit enfants du chanteur russe d'origine juive Mardko Serkin. En dépit des difficultés économiques que connaît la famille, le talent artistique de Serkin, enfant prodige, se développe rapidement. À l'âge de douze ans, il commence sa carrière de concertiste à Vienne avec une interprétation bien accueillie du concerto pour piano en sol mineur de Mendelssohn, avec l'orchestre philharmonique de Vienne. Il continue ses études de piano avec Richard Robert et de composition avec Joseph Marx. En 1918, Adolf Loos l'introduit dans le cercle d'amis d'Arnold Schoenberg. En 1920, il débute réellement à Berlin sa grande carrière solo.

### Adolf Busch
À dix-sept ans, sa rencontre avec Adolf Busch, son futur beau-père, puis leur complicité humaine et artistique aboutissent à la constitution du quatuor Busch, quatuor à cordes à l'éthique modeste, à la fois travailleuse et saltimbanque mais aux invités prestigieux, Marcel Moyse, Aubrey Brain (en) ou Reginald Kell, pour jouer la musique allemande. En 1931, puis au long des années trente aux studios Abbey Road de Londres, ils enregistrent des œuvres de Beethoven, Bach, Schubert, lors de sessions pionnières, légendaires, toujours rééditées, témoignages d'un prodigieux travail en commun.

### L'exil volontaire
En 1933, Hermann Göring lui propose des postes importants alors qu'en tant que juif il lui est interdit de jouer en concert public. Pourtant, il choisit l'exil volontaire. Adolf Busch, bien que n'étant pas d'origine juive, fait de même. Après Bâle, Rudolf Serkin se fixera aux États-Unis d'Amérique en 1939, où il fait sa première apparition au Coolidge Festival à Washington en 1933 ; dès 1934, il est parrainé par Arturo Toscanini qui l'accompagne avec l'Orchestre philharmonique de New York. Les critiques le décrivent comme « un artiste doué d'un talent inhabituel et impressionnant, possédant un toucher cristallin, plein de puissance, de délicatesse, et un son pur ». En 1937, il donne son premier récital au Carnegie Hall.

### La transmission

#### Philadelphie
Tout au long de sa vie, cet interprète réputé sera très soucieux de transmettre son art : dès 1939, il va enseigner à l'Institut Curtis de Philadelphie et en sera directeur de 1968 à 1977.

#### Prades, Marlboro
En 1950, il est invité par Pablo Casals à la première édition du Festival de Prades. Avec Casals, il pérennise le festival de Marlboro, émanation de l'École de musique de Marlboro qu'Adolf Busch a créée peu avant sa mort ; un festival à l'esprit musique de chambre, d'éthique d'effacement de soi, de proximité avec les chefs-d'œuvre, de transmission généreuse par les aînés aux plus jeunes. Jusqu'à la fin de sa vie, il va perpétuer cet esprit, par le choix des œuvres, de ses invités et partenaires. Après leur interprétation londonienne de l'intégrale des concerti pour piano de Wolfgang Amadeus Mozart, il collabore avec Claudio Abbado dans une fondation pour doter les jeunes en instruments. Atteint d'un cancer, il se produira dignement en concert jusqu'en 1988. Il est le père du pianiste Peter Serkin. On compte parmi ses élèves la pianiste franco-américaine Évelyne Crochet.

## Citations
- « Il va jusqu'au bout. » Claudio Arrau

## Discographie sélective
- Bach : 5e Concerto brandebourgeois avec l'Orchestre de chambre Busch ;
- Beethoven :
  - Sonates pour piano Op. 109, 110, 111 (n° 30, 31, 32). Concert d'octobre 1987 au Konzerthaus de Vienne (Deutsche Grammophon 427 498-2 (1989))
  - Sonates pour piano Op. 2/1, 10/2, 13, 22, 26, 27/1, 27/2, 31/1, 53, 57, 78, 81a, 101, 106, 109, 110, 111 (Sony)
  - Variations sur une valse de Diabelli Op. 120 (Sony)
  - Sonates pour violoncelle et piano n° 1 à 5 avec Pablo Casals (Sony)
  - Concertos pour piano et orchestre n° 1, 2 & 4 avec l'Orchestre de Philadelphie dirigé par Eugene Ormandy (Sony)
  - Concertos pour piano et orchestre n° 3 & 5 avec l'Orchestre philharmonique de New York dirigé par Leonard Bernstein (Sony)
- Brahms :
  - Quatuor pour piano et cordes Op. 25, Quatuor pour piano et cordes Op. 26 avec le Quatuor Busch,
  - Quintette pour piano et cordes Op. 34 avec le Quatuor Busch,
  - Trio pour piano, violon et cor Op. 40 avec Adolf Busch et Aubrey Brain (en)
  - Sonates pour piano et violoncelle n° 1 et 2, Op. 38 et 99 avec Mstislav Rostropovitch (DG 2532 073, 1983)
  - Concertos pour piano n° 1 & 2 avec l'Orchestre de Cleveland dirigé par George Szell.
- Chopin :
  - 24 Préludes, op. 28 (Sony)
- Mozart :
  - Concerto pour piano K. 466 avec l'Orchestre du festival de Marlboro dirigé par Alexander Schneider,
  - Concerto pour piano K. 488 avec l'Orchestre symphonique Columbia dirigé par Alexander Schneider,
  - INTEGRALE des Concertos pour piano avec l'Orchestre symphonique de Londres dirigé par Claudio Abbado;
- Schubert :
  - Trio pour piano et cordes no 2, op. 100, D. 929 avec Adolf Busch et Hermann Busch, son premier disque
  - Quintette en la majeur, D. 667 « La Truite » avec Mieczysław Horszowski et le Quatuor de Budapest
  - Sonates pour piano D. 840, D.959, D. 960
  - Impromptus, D. 935, Moments musicaux, D. 780
  - Auf der strom, D. 943 et Der Hirt auf dem Felsen, D. 965, avec Benita Valente (en), soprano.
- Schumann :
  - Concerto pour piano, op. 54 avec l'Orchestre de Philadelphie dirigé par Eugene Ormandy (Sony)
- Richard Strauss :
  - Burleske avec l'Orchestre de Philadelphie dirigé par Eugene Ormandy (Sony)

## Récompenses
Grammy Award d'interprétation de musique de chambre:
Mstislav Rostropovitch & Rudolf Serkin dans la Sonate pour violoncelle et piano en mi mineur, Op. 38 et la Sonate en fa majeur, Op. 99 de Brahms.